# 17. století př. n. l.

## Události
- 1700 př. n. l. – Harappskou kulturu v údolí řeky Indus zničily opakované katastrofické záplavy.
- 1700 př. n. l. – Písaři v Akkadu sestavovali sumersko-akkadské slovníky: seznamy klínových znaků s odpovídajícími sumerskými významy a s akkadským slabičným čtením, jakož i lexikální seznamy slov a gramatických částic podle významových souvislostí.
- 1700 př. n. l. – V tzv. isinské době dochází k rozkvětu sumerské literatury.
- 1700 př. n. l. – Nomádské kmeny vedené Abrahámem z města Uru táhnou z Mezopotámie až na jih západního Jordánska.
- 1686 př. n. l. – Když král Chammurabi umírá, je starobabylónská říše nejmocnějším státem Mezopotámie.
- 1680 př. n. l. – Egypt: Začátek šestnácté dynastie.
- 1670 př. n. l. – Egypt: Začátek patnácté dynastie.
- 1650 př. n. l. – Egypt: Začátek sedmnácté dynastie.
- 1650 př. n. l. – Po rozpadu moci 13. a 14. dynastie začíná v Egyptě 2. Mezidobí, spojené s nadvládou velkých a malých Hyksósů.
- 1633 př. n. l. – Konec třinácté dynastie a čtrnácté dynastie, začátek patnácté dynastie.
- kolem 1630 př. n. l. – Obrovský sopečný výbuch v dnešním souostroví Santorin.
- 1600 př. n. l. – Egypt: Konec čtrnácté dynastie.
- Konec civilizace v údolí Indu.
- Rozvoj kynutého chleba v Egyptě.
- Rozvoj větrných mlýnů v Persii.

## Hlavy států
- Babylonie – Abi-Ešu (†1684), Ammi-Ditana (†1647), Ammi-Saduka (†1626), Samsu-Ditana
- Asýrie – Bélu-bani (†1691), Libaja (†1673), Šarma-Adad I. (†1661), Iptar-Sín (†1649), Lullaja (†1615), Kidin-Ninua (†1601), Šarma-Adad II.